# لویی ژراردن
لویی ژراردن (انگلیسی: Louis Gérardin; ۱۲ اوت ۱۹۱۲ – ۲۳ مهٔ ۱۹۸۲) دوچرخه‌سوار اهل فرانسه بود.
وی در مسابقات کشوری و بین‌المللی در مجموع برندهٔ ۱ مدال طلا، ۳ مدال نقره، ۲ مدال برنز شده‌است.